# 시가 기요시
시가 기요시(일본어: 志賀 潔, 1871년 2월 7일 ~ 1951년 1월 25일)은 일본의 내과의사이자 세균학자이다.
시가 박사는 미야기현 센다이시에서 태어났다. 그의 원래 성은 사토(佐藤)이다. 1896년 도쿄 제국대학 의학과를 졸업하고 감염병 연구소에서 기타자토 시바사부로 박사 아래에서 일했다. 시가 박사는 1897년 이질균(Shigella)을 발견해서 유명해졌다. 이질균은 이질(dysentery)을 일으키는 균으로 이 균은 시가 톡신(shiga toxin)을 만든다.
이질균의 발견 후 1901년에서 1905년까지 독일의 파울 에얼리히(Paul Ehrlich)와 함께 일했다. 일본으로 돌아온 후 기타사토 시바사부로 박사와 함께 감염병 연구를 재개했다. 1920년 게이오기주쿠대학(慶應義塾大學, en Keio University) 의학 교수가 되었다.
1929년에서 1931년까지 경성제국대학(京城帝國大學) 총장을 지냈으며 조선총독부의 의학 수석고문 일을 수행했다. 1944년 일본의 문화훈장을 받았다.
| 전임 마쓰우라 시게지로 | 제6대 경성제국대학 총장 1929년 10월 9일 ~ 1931년 10월 31일 | 후임 야마다 사부로 |